# Мартуччи, Джузеппе
Джузеппе Мартуччи (итал. Giuseppe Martucci; 6 января 1856, Капуя — 1 июня 1909, Неаполь) — итальянский композитор, дирижёр, пианист и педагог.

## Биография
Начал заниматься музыкой в детстве под руководством отца, Гаэтано Мартуччи, игравшего на трубе. В восьмилетнем возрасте впервые выступил с публичным концертом как пианист. В 1867—1871 гг. обучался в неаполитанской консерватории Сан-Пьетро у Беньямино Чези (фортепиано) и Паоло Серрао (композиция). В 1875 году предпринял сольное турне по Германии, Франции и Англии. В 1881 году начал дирижёрскую деятельность, был известен как интерпретатор творчества Вагнера, Шумана и Брамса — в частности, в 1888 году дирижировал в Болонье итальянской премьерой оперы Вагнера «Тристан и Изольда». С 1880 года преподавал в консерватории Сан-Пьетро, в 1886 г. сменил Луиджи Манчинелли на кафедре фортепиано Болонского музыкального института. В 1902 году вернулся в Неаполитанскую консерваторию в качестве её директора. Среди его многочисленных учеников, в частности, Марио Барбьери.